# Kempston
Kempston è una cittadina di 19 440 abitanti della contea del Bedfordshire, in Inghilterra.